# Raoul Donval
Raoul Donval, né Arthur-Théobald Guilloreau le 19 février 1852 à Noailles et mort le 14 mars 1898 en son domicile dans le 4e arrondissement de Paris, est un auteur dramatique français.

## Biographie
Fils d'un gendarme, il est d'abord employé des chemins de fer du Nord dans le service du télégraphe avant d'entamer une carrière dans le théâtre comme acteur au Théâtre de l'Athénée (1877-1879) puis auteur. Devenu directeur de spectacles, dont du Nouveau Cirque de Paris en 1895, il est le mari de Thérésa de 1878 à 1896.
En 1895, il forme le duo Chocolat avec un clown britannique George Foottit (1864-1921). Le duo comique fait équipe pendant une quinzaine d'années, popularisant la comédie clownesque.

## Œuvres
- La Grenouillère, musique de Laurent Grillet, 1886
- Le roi Dagobert, pantomime nautique en 2 parties, musique de Laurent Grillet, 1891
- Papa Chrysanthème, fantaisie japonaise en 2 tableaux, musique de Laurent Grillet, 1893
- Chadi, bouffonnerie en 1 acte, avec Alfred Patusset, Eldorado, 3 février 1894